# Det heliga jävla moderskapet

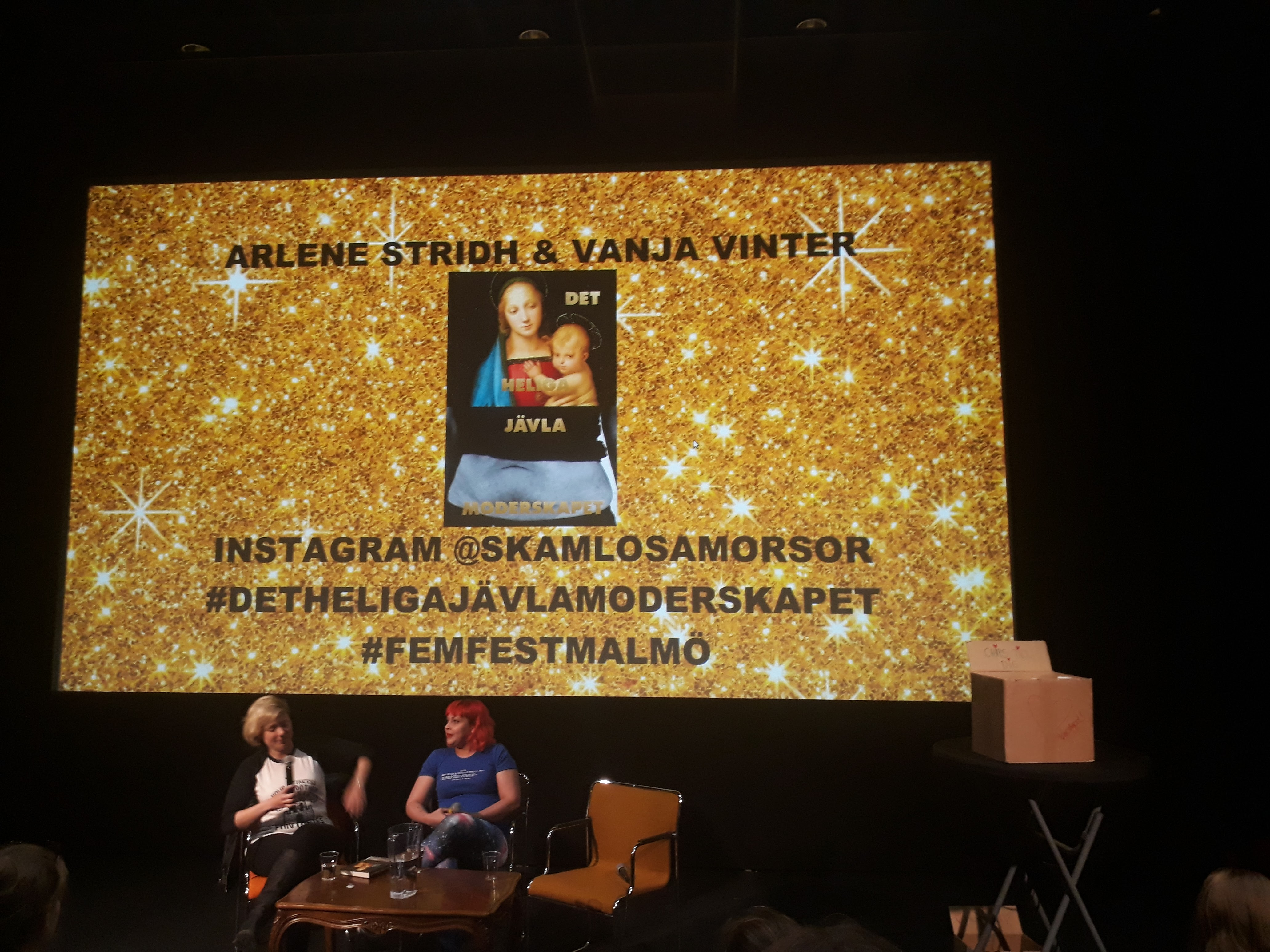
Författarna Vanja Vinter och Arlene Stridh besöker Feministisk Festival i Malmö 2017

Det heliga jävla moderskapet är en antologi om föräldraskap och graviditet, utgiven 2017 av Sjösala Förlag. 
Redaktörer för boken är Emma Teeling och Åsa Hjalmarsson samt har efterord av Stina Wollter. De 15 författarna har i totalt 20 kapitel delat med sig av sina egna upplevelser kring graviditet, förlossning och föräldraskap. Antologin tar upp känsliga ämnen som förlossningsskador och förlossningsdepression. 
Det heliga jävla moderskapet har sedan utgivningen 2017 tryckts i två upplagor och en pocketupplaga släpptes 2018.
Boken har fått positiv respons. De flesta recensioner och rekommendationer har publicerats i sociala medier och bloggar.